# Международный экспериментальный термоядерный реактор
ITER (ИТЭР; первое название — англ. International Thermonuclear Experimental Reactor, Международный экспериментальный термоядерный реактор; в настоящее время название отсылает к лат. iter — путь) — проект международного экспериментального термоядерного реактора типа токамак. Задача ИТЭР заключается в демонстрации возможности коммерческого использования термоядерной реакции синтеза и решении физических и технологических проблем, которые могут встретиться на этом пути.
Проект разрабатывается с середины 1980-х годов, сооружение планировалось закончить в 2016 году. Строительство началось в 2010 году; летом 2020 года началась сборка реактора. Срок окончания постройки запланирован на 2035 год.
Сооружения ITER расположены на 180 га земли коммуны Сен-Поль-ле-Дюранс (Прованс-Альпы-Лазурный Берег), которая уже стала домом для французского ядерного научно-исследовательского центра СЕА (фр. Commissariat à l'énergie atomique, Комиссариат атомной энергетики).

## Страны-участники
- Европейский союз (страны-члены выступают как единый участник)
- Великобритания (с 2020 года как ассоциированный член Европейского сообщества по атомной энергии, до 2020 как страна — участник Европейского союза)
- Швейцария (как член Европейского сообщества по атомной энергии)
- Индия
- Китай
- Республика Корея
- Канада (посредством участия Кабинета министров Канады в поставках трития)
- Австралия (посредством финансирования и поставок металлопродукции)
- Россия (играет значительную роль в разработке сверхпроводящих магнитов, устройств нагрева плазмы, бланкеты и другое высокотехнологическое оборудование). Наибольшую роль в реализации российской доли обязанностей по проекту ИТЭР играют:[1]
  - НИЦ «Курчатовский институт»,
  - Государственная корпорация по атомной энергии «Росатом»,
  - НИИЭФА им. Д. В. Ефремова («НИИЭФА»),
  - НИКИЭТ имени Н. А. Доллежаля,
  - Институт прикладной физики РАН,
  - ТРИНИТИ,
  - ФТИ им. А. Ф. Иоффе,
  - ВНИИНМ им. академика А. А. Бочвара,
  - ВНИИКП,
  - управляющая компания «Наука и инновации»,
  - ИЯФ им. Г. И. Будкера СО РАН.
  - НПО ГКМПю
- США
- Япония
- Таиланд (посредством финансирования и обмена информацией)
- Казахстан. Участие Казахстана в проекте ИТЭР представляют[2][3]:
  - Национальный ядерный центр Республики Казахстан (НЯЦ РК);
  - Научно-исследовательский институт экспериментальной и теоретической физики КазНУ им. аль-Фараби;
  - Институт Ядерной Физики (ИЯФ);
  - Ульбинский металлургический завод;
  - КазНИПИЭнергопром[4];
  - Казэлектромаш. Макет термоядерного реактора (сечение)

## История

### Разработка и строительство
Проект начал разрабатываться в середине 1980-х годов. В 1992 году было подписано четырёхстороннее (ЕС, Россия, США, Япония) межправительственное соглашение о разработке инженерного проекта ITER, который был завершён в 2001 году.
Проектирование реактора было полностью закончено, и в 2005 году выбрано место для его строительства — исследовательский центр Кадараш (фр. Cadarache) на юге Франции, в 60 км от Марселя — (43°41,25′ с. ш. 5°45,70′ в. д.).
Подготовка строительной площадки началась в январе 2007 года. В 2010 году началось строительство. Сооружения ITER расположены на 180 га земли коммуны Сен-Поль-ле-Дюранс (Прованс-Альпы-Лазурный Берег, регион южной Франции).
28 июля 2020 года началась сборка реактора из компонентов.
Стройку, стоимость которой первоначально оценивалась в 5 млрд евро, планировалось закончить в 2016 году. Однако в результате значительных технических трудностей и неопределённостей при проектировании и производстве компонентов, сроки неоднократно сдвигались:
- в июне 2009 года был согласован перенос даты пуска на 2018 год;
- в феврале 2010 года срок был сдвинут на 2019 год[8];
- в ноябре 2015 года срок окончания постройки ITER сдвинули ещё на 6 лет (от ранее запланированного 2019) к 2025 году, а предполагаемая сумма расходов выросла до 19 млрд евро[9];
- в ноябре 2022 года объявлено о переносе даты получения первой плазмы на более поздний срок без его указания (по последнему плану — 2025 год). Причина — более медленные темпы монтажа по сравнению с плановыми[10].

## Конструкция
Наиболее важная часть ITER — сам токамак и все служебные помещения — расположены на площадке с размерами 1,0×0,4 км. Предполагалось, что строительство продлится до 2017 года. Основная работа на этом этапе выполняется под руководством французского агентства ITER, а в сущности CEA.
В целом токамак ITER будет представлять собой 60-метровое сооружение массой 23 000 т.
Высота (более 70 м) превзойдет высоту Спасской башни. Ученые рассчитывают получить объем плазмы в 40 м³. Таким образом, температура внутри реактора достигнет 150 млн °C. Для обеспечения необходимого объема плазмы магнитное поле в токамаке должно быть усилено до 200 тысяч раз сравнительно с земным полем. Громадные сверхпроводящие магниты будут охлаждаться до −269 °C. Так, исследовательский центр «Кадараш» станет одновременно самым горячим и самым холодным местом во Вселенной.

### Токамак
Термин «токамак» — русскоязычный. Изначально И. Н. Головин предложил аббревиатуру «токамаг» — «тороидальная камера с магнитами», однако Н. А. Явлинский подметил, что глухая согласная на конце слова будет звучать более выразительно и предложил аббревиатуру «токамак» — «тороидальная камера с магнитными катушками».

#### Магнитная система
Магнитная система токамака состоит из 48 элементов: 18 катушек тороидального поля, 6 катушек полоидального поля, центрального соленоида, состоящего из 6 секций, и наконец, 18 корректирующих катушек.
Индукция поля, создаваемого магнитной системой, достигает 13 Тл. Это чрезвычайно высокое значение. Для сравнения: это поле превосходит магнитное поле Земли в 200 000 раз. Для снижения потерь на электрическое сопротивление в катушках тороидального поля и центрального соленоида используется проводник из сплава ниобия-олово (Nb3Sn). Для катушек полоидального поля и корректирующих катушек используется ниобий-титановый (NbTi) сплав. При температуре кипения жидкого гелия (примерно 4К, или −269 °С) эти сплавы находятся в сверхпроводящем состоянии.
Катушки тороидального поля (англ. toroidal field — TF) расположены снаружи вакуумной камеры токамака, и внутри оболочки криостата. Они состоят из 18 идентичных элементов (D-образных катушек), расположенных вертикально вокруг торообразной вакуумной камеры. Они создают магнитное поле вокруг плазменного тора индукцией 11,8 Тл и запасают энергию 41 гигаджоулей. Каждая катушка весит около 300 т, имеет высоту 15 м и ширину 9 м. Общий вес катушек тороидального поля 6540 т. Катушки намотаны из сверхпроводящего кабеля, который состоит из прядей (стрендов), заключённых в оболочку из того же сплава. Кроме прядей внутри кабеля проходят каналы для циркуляции охладителя — жидкого гелия. Общая длина прядей, используемых для катушек TF, составляет более 80 км. Всего будет произведено 19 катушек (одна запасная). Из них 10 штук произведёт Европейский союз, и 9 штук — Япония.
Катушки полоидального поля (англ. poloidal field — PF) расположены поверх катушек TF. Находятся внутри оболочки криостата. Состоят из 6 катушек, расположенных горизонтально. Назначение этого поля — отдалить плазменный шнур от стенок камеры и сжать его (адиабатический нагрев). Благодаря своим размерам четыре из шести катушек PF (2, 3, 4, и 5) будут наматываться на территории ITER, в специально построенном для этого Здании полоидальных катушек. О масштабе этих изделий говорит такой факт: две самые большие катушки PF-3 и PF-4 имеют внешний диаметр 24 м, а масса каждой 400 т. Меньшие катушки (обозначения в спецификации ITER PF-1 и PF-6) производятся в России и Китае соответственно, и доставляются морем. Производство катушки PF-6 поручено Китаю. Эта катушка уже полностью собрана, доставлена из Китая в ITER и прошла холодный тест. В апреле 2021 года она установлена в шахту реактора. Катушка PF-1 производится в России, в Санкт-Петербурге, на Средне-Невском судостроительном заводе. Начало намотки катушки стартовало летом 2015 года. В апреле 2021 года сайт ITER показал фото намоточного пакета PF-1, только что извлеченного из вакуумной камеры, где происходила пропитка пакета эпоксидной смолой. 1 ноября 2022 года полностью собранная катушка была отправлена морем из Санкт-Петербурга в Марсель.
Центральный соленоид (англ. central solenoid, CS) расположен в «дырке от бублика» — вдоль оси вакуумной камеры. Он представляет собой первичную обмотку трансформатора. Вторичной обмоткой трансформатора является плазменное кольцо, замкнутое в короткий виток. Ни один трансформатор не может работать на постоянном токе, поэтому напряжение в первичной обмотке будет расти от нуля до своего максимального значения. Ток, проходя по плазме, создает дополнительное магнитное поле, стремящееся ещё больше сжать виток (адиабатический нагрев) и одновременно нагревая его за счёт омического сопротивления (индукционный нагрев). Соленоид состоит из шести катушек, намотанных из специального кабеля из ниобий-оловянного сплава (Nb3Sn). Этот кабель рассчитан на ток до 46 кА. Кабель проектировался, чтобы выдержать без деформации значительный вес вышележащих слоёв. Каждая катушка похожа на стопку блинов. Стекло-полиамидная изоляция, пропитанная эпоксидной смолой, способна выдержать напряжение до 29 кВ. Длина кабеля, укладываемого в каждую катушку, составляет 910 м. За 20 лет службы токамака центральный соленоид совершит примерно 60 000 импульсов.
Корректирующие катушки расположены внутри вакуумной камеры, между стенкой камеры и бланкетом. Они служат для «сглаживания» пограничных локализованных мод (англ. Edge Localized Modes — ELMs), способных вызвать «выпучивание» плазменного шнура. Такое «выпучивание» опасно множеством негативных последствий. Во-первых, плазма, касаясь стенок камеры, теряет энергию и охлаждается. Во-вторых, происходит испарение, а следовательно, повышенный износ материала «горячей стенки». В-третьих, испарившийся материал (в основном бериллий) загрязняет внутреннее пространство вакуумной камеры мельчайшей пылью. Эта пыль, попав в плазму, заставляет её дополнительно светиться, что ещё больше охлаждает шнур и вызывает ещё больший износ горячей стенки.
|                           | Материал проводника | Длина проводника, тыс. м | Масса, т | Номинальный ток, кА | Магнитное поле, Т | Накопленная энергия, ГДж | Стоимость (прогноз на 2011 год), млн € |
| Полоидальные катушки (PF) | NbTi                | 65                       | 2163     | 52                  | 6                 | 4                        | 122                                    |
| Тороидальные катушки (TF) | Nb3Sn               | 88                       | 6540     | 68                  | 11,8              | 41                       | 323                                    |
| Центральный соленоид (CS) | Nb3Sn               | 42                       | 974      | 46                  | 13                | 6,4                      | 135                                    |

#### Вакуумная камера
По форме вакуумная камера представляет собой тор («бублик»). На сайте ITER её называют англ. doughnut — «пончик».
Вакуумная камера выполнена из нержавеющей стали. Её размеры: около 19 м в «большом диаметре», 11 м в высоту, и 6 м «малый диаметр» (диаметр «дырки от бублика»). Объём рабочей полости — 1400 м³. Масса этого компонента токамака — свыше 5000 т.
Стенки вакуумной камеры двойные. Между стенками расположена полость для циркуляции теплоносителя (дистиллированная вода). Внутренняя стенка защищена от теплового и нейтронного излучения бланкетом.
Для улавливания продуктов реакции в нижней части камеры установлен дивертор. Для демонтажа и монтажа элементов дивертора и бланкета, а также для диагностики и ремонта внутреннего оборудования разрабатывается дистанционный манипулятор.
Доступ к элементам бланкета, дивертора и другим системам, находящимся в «горячей полости», обеспечивают 44 окна (порта) в стенках вакуумной камеры: 18 верхних, 17 экваториальных и 9 нижних.

#### Бланкет
Бланкет (англ. blanket) — весьма напряжённая в тепловом и радиационном плане система токамака (наряду с дивертором). Назначение бланкета — улавливать высокоэнергичные нейтроны, образующиеся при термоядерной реакции. В бланкете нейтроны замедляются, выделяя тепло, которое отводится системой охлаждения. «Горячая стенка» бланкета, за счёт охлаждения водой, не будет нагреваться выше 240 °С.
Для удобства технического обслуживания бланкет разделён на 440 элементов. Его общая площадь около 700 м². Каждый элемент представляет собой кассету, со съёмной передней стенкой из бериллия (толщиной от 8 до 10 мм) и медным корпусом, упрочненном нержавеющей сталью. Размеры каждой кассеты: 1×1,5 м. Её масса — до 4,6 т.
Общее количество бериллия, необходимое для изготовления бланкета, составляет около 12 т. Сам по себе металлический бериллий малотоксичен, но бериллиевая пыль при вдыхании способна вызвать ярко выраженную аллергическую реакцию. Длительное вдыхание бериллиевой пыли в малой концентрации способно вызвать бериллиоз. Кроме того, бериллиевая пыль обладает канцерогенным действием. При работе токамака ожидается постепенное испарение «горячей стенки» и, соответственно, образование мельчайшей бериллиевой пыли (которая должна улавливаться дивертором). На ITER, для предохранения контакта персонала с бериллиевой пылью, разрабатываются очень строгие меры безопасности.
Три кассеты бланкета модифицированы. Эти кассеты называют Test Blanket Modules (TBM). TBM содержат изотоп лития {\displaystyle {}_{3}^{6}{\mbox{Li}}}. При столкновении нейтронов с литием происходит реакция
{\displaystyle {}_{0}^{1}{\mbox{n}}+{}_{3}^{6}{\mbox{Li}}\rightarrow {}_{2}^{4}{\mbox{He}}+{}_{1}^{3}{\mbox{H}}}
Один из продуктов этой реакции — тритий. Таким образом, токамак ITER будет участвовать в эксперименте по «размножению» трития, хотя сам производить себе топливо не будет.
В результате этой реакции есть надежда получить тритий в количестве, бо́льшем, чем было израсходовано в реакции слияния. Этот эксперимент актуален для токамака следующего поколения DEMO. Этот токамак уже сам будет производить себе топливо.

#### Дивертор
Дивертор служит для извлечения из плазмы загрязнений, попадающих туда с «горячей стенки» бланкета. Применять диверторы на стеллараторах и токамаках начали в 1951 году по предложению Лаймана Спитцера. По форме магнитного поля диверторы относятся к одному из трех типов: полоидальному, тороидальному и бандл-типу. Принцип действия всех типов диверторов одинаков. В токамаке ITER используется дивертор полоидального типа.
На «горячей стенке» всегда присутствуют загрязнения, которые прилипают к ней в результате адсорбции. При нагреве эти загрязнения испаряются и попадают в плазму. Там они ионизируются и начинают интенсивно излучать. Возникают дополнительные радиационные потери (эти потери пропорциональны второй степени эффективного заряда плазмы). Тем самым плазменный шнур охлаждается, а горячая стенка перегревается.
Дивертор непрерывно «обдирает» с плазменного шнура внешний слой (где концентрация примесей наиболее высока). Для этого, с помощью небольшого магнитного поля, внешние слои шнура направляются на интенсивно охлаждаемую водой мишень. Здесь плазма охлаждается, нейтрализуется, превращается в газ, а затем откачивается из камеры. Таким образом, примеси не проникают в сердцевину шнура.
Кроме того, в токамаке ITER дивертор служит для осаждения и удержания бериллиевой пыли, образующейся при испарении «горячей стенки» бланкета. Поэтому его на сайте ITER ещё шутливо называют «ashtray» (пепельница). Если не удалять пыль из зоны горения, она попадёт в плазменный шнур, разогреется, и тоже начнёт излучать. Это вызовет в свою очередь, перегрев горячей стенки, её повышенный износ (испарение и радиационное распыление) и образование новых порций пыли. Дивертор ITER состоит из пяти мишеней с щелями между ними. Металлическая пыль скатывается с пологих поверхностей мишеней и попадает в щели. Оттуда ей очень трудно вновь попасть в плазменный шнур.
Дивертор выполнен из 54 кассет, общим весом 700 т. Размер каждой кассеты 3,4×2,3×0,6 м. Корпус кассеты — высокопрочная нержавеющая сталь. По мере износа кассеты будут демонтироваться, и на их место устанавливаться другие. Мишени преобразуют кинетическую энергию частиц плазмы в тепло, поэтому нагреваются до 3000 °С и требуют интенсивного охлаждения водой.
Мало какой материал способен длительно (срок службы токамака 20 лет) выдерживать такой нагрев. На начальных стадиях проектирования токамака планировалось выполнить мишени из углеродного композита, армированного углеродным волокном (англ. carbon fibre-reinforced carbon composite — CFC), однако теперь[когда?] рассматривается вопрос изготовления этих деталей из вольфрама.
Система охлаждения дивертора будет работать в околокипящем режиме. Суть этого режима такова: теплоноситель (дистиллированная вода) начинает закипать, но ещё не кипит. Микроскопические пузырьки пара способствуют интенсивной конвекции, поэтому этот режим позволяет отводить от нагретых деталей наибольшее количество тепла. Однако есть и опасность — если теплоноситель всё-таки закипит, пузырьки пара увеличатся в размерах, резко снизив теплоотвод. Для контроля за состоянием теплоносителя на ITER установлены акустические датчики. По шуму, который создают пузырьки в трубопроводах, будет оцениваться режим, в котором находится теплоноситель. Теплоноситель, охлаждающий дивертор, будет находиться под давлением 4 МПа и иметь температуру на входе 70 °C, а на выходе 120 °C.

#### Системы нагрева плазмы
Для того, чтобы ядра трития вступили в реакцию слияния с ядрами дейтерия, они должны преодолеть взаимное электростатическое отталкивание — кулоновский барьер. В термоядерном реакторе ITER для этого тритий нагревается до очень высоких температур ~1,5·108 К, что приблизительно в десять раз больше, чем в ядре Солнца (~1,6·107 К). При такой высокой температуре кинетическая энергия ядер становится достаточной, чтобы кулоновский барьер был преодолён и термоядерная реакция «зажглась». После зажигания термоядерной реакции предполагается, что можно будет выключить внешние нагреватели плазмы или снизить их мощность. Ожидается, что термоядерная реакция станет самоподдерживающейся.
Для разогрева плазмы токамак ITER использует три системы: два высокочастотных нагревателя (ECRH и ICRH) и инжектор нейтральных атомов. Кроме того, можно задействовать для нагрева плазмы еще и центральный соленоид. Поднимая напряжение в соленоиде от нуля до 30 кВ, можно индуцировать в короткозамкнутом плазменном витке электрический ток. За счет омического нагрева выделяется дополнительное тепло. Такой способ нагрева называется индукционным.

##### Система электронно-циклотронного нагрева (ECRH)
Система ECRH (англ. Electron Cyclotron Resonance Heating) разогревает электроны плазменного шнура, а также используется для отвода тепла в определённых местах в плазме в качестве механизма минимизации нарастания определённых неустойчивостей, приводящих к охлаждению плазмы. Она выполняет роль «стартера» плазмы в начале выстрела, разогревая нейтральный газ, заполняющий вакуумную камеру. В качестве источников энергии применены гиротроны, каждый мощностью 1 МВт, рабочей частотой 170 ГГц и длительностью импульса более 500 с. Всего гиротронов 24. Они расположены в Здании радиочастотного нагрева и передают свою энергию по волноводам, длина которых составляет 160 м. Производством гиротронов заняты Япония, Россия, Европа и Индия. В конце февраля 2015 года Япония продемонстрировала первый произведённый гиротрон. Все гиротроны предполагалось поставить в ITER в начале 2018 года. Для ввода энергии в вакуумную камеру служат окна из поликристаллического искусственного алмаза. Диаметр каждого алмазного диска 80 мм, а толщина 1,1 мм. Алмаз выбран потому, что прозрачен для СВЧ излучения, прочен, радиационно стоек и обладает теплопроводностью в пять раз выше, чем у меди. Последнее обстоятельство немаловажно: через окно будет проходить мощность до 500 МВт/м². Производством этих кристаллов занята лаборатория во Фрайбурге. Всего для ITER будет поставлено 60 алмазных окон.

##### Система ионно-циклотронного нагрева (ICRH)
Система ICRH (англ. Ion Cyclotron Resonance Heating) разогревает ионы плазмы. Принцип этого нагрева такой же, как и бытовой СВЧ-печи. Частицы плазмы под воздействием электромагнитного поля высокой мощности с частотой от 40 до 55 МГц начинают колебаться, получая дополнительную кинетическую энергию от поля. При столкновениях ионы передают энергию другим частицам плазмы. Система состоит из мощного радиочастотного генератора на тетродах (будет установлен в Здании радиочастотного нагрева плазмы), системы волноводов для передачи энергии и излучающих антенн, расположенных внутри вакуумной камеры.

##### Инжектор нейтральных атомов
Инжектор «выстреливает» в плазменный шнур мощный пучок из атомов дейтерия, разогнанных до энергии 1 МэВ. Эти атомы, сталкиваясь с частицами плазмы, передают им свою кинетическую энергию и тем самым нагревают плазму. Поскольку разогнать в электрическом поле нейтральный атом невозможно, его нужно сперва ионизировать. Затем ион (по сути, ядро дейтерия) разгоняется в циклотроне до необходимой энергии. Теперь быстродвижущийся ион следует снова превратить в нейтральный атом. Если этого не сделать, ион будет отклонён магнитным полем токамака. Поэтому к разогнанному иону следует присоединить электрон. Для деионизации ион проходит через ячейки, наполненные газом. Здесь ион, захватывая электрон у молекул газа, рекомбинирует. Не успевшие рекомбинировать ядра дейтерия отклоняются магнитным полем на специальную мишень, где тормозятся, рекомбинируют и могут быть использованы вновь.
Требования к мощности «фабрики атомов» ITER настолько велики, что на этой машине впервые пришлось применить систему, которой не было на предшествующих токамаках. Это система отрицательных ионов. На таких высоких скоростях положительный ион просто не успевает превратиться в нейтральный атом в газовых ячейках. Поэтому используются отрицательные ионы, которые захватывают электроны в специальном радиочастотном разряде в среде плазмы дейтерия, экстрагируются и разгоняются высоким положительным потенциалом (1 МВ по отношению к источнику ионов), затем нейтрализуются в газовой ячейке. Оставшиеся заряженными ионы отклоняются электростатическим полем в специальную охлаждаемую водой мишень. При потреблении примерно 55 МВт электроэнергии, каждый из двух планируемых на ITER инжекторов нейтральных атомов способен вводить в плазму до 16 МВт тепловой энергии.

#### Криостат
Криостат — самый большой компонент токамака. Это оболочка объёмом 16 000 м³ из нержавеющей стали, 29,3 м в высоту, 28,6 м в диаметре, массой 3850 т. Внутри криостата будут располагаться остальные элементы машины. Криостат, помимо механических функций (опора деталей токамака и их защита от повреждений) будет выполнять роль вакуумного «термоса», являясь барьером между внешней средой и внутренней полостью. Для этого на внутренних стенках криостата размещены тепловые экраны, охлаждаемые азотным контуром (80 К). Криостат имеет множество отверстий для доступа к вакуумной камере, трубопроводов системы охлаждения, фидеров питания магнитных систем, диагностики, дистанционного манипулятора, систем нагрева плазмы и других.
Криостат будет собираться в здании криостата площадью 5500 м², которое специально было построено для этой цели. Доставить сборку таких размеров целиком тяжело и дорого, поэтому было принято решение конструктивно разбить криостат на четыре крупных фрагмента (поддон, две цилиндрические обечайки и крышка). Каждый из этих фрагментов будет собираться из более мелких сегментов. Всего сегментов 54. Их производством занята Индия. Затем фрагменты, после сборки в Здании криостата, по очереди будут перемещены и установлены на место — в шахту реактора.
Для снижения влияния нейтронного излучения токамака на окружающую среду криостат будет окружён «одеялом» из специального бетона, которое называют «биозащита» (англ. BioShield). Толщина биозащиты над криостатом составит 2 м.
Поддон криостата будет покоиться на выступах из особо плотного железобетона (3,9 т/м³ вместо 2,5 у обычного бетона), сформированных на плите B2. Эти выступы на сайте ITER называют «короной» («crown»). Арматура элементов короны имеет очень сложный макет; для приготовления бетона будет использован гравий, добываемый в Лапландии. Для снижения напряжений, связанных с вибрациями токамака, и температурными изменениями размеров криостата, между поддоном криостата и «короной» будут расположены 18 шаровых подшипников, каждый размером 120×120×50 см.

### Внешние системы токамака

#### Система управления CODAC
CODAC (англ. Control, Data Access and Communication — управление, доступ к данным и связь) является основной системой управления при эксплуатации ИТЭР-токамака. Персонал CODAC представляет собой группу экспертов в различных областях автоматизации. В настоящий момент команда проводит консультации с ведущими институтами и привлечёнными компаниями в целях принятия наилучших технических решений для ИТЭР.
В составе CODAC:
- пять независимых серверов (каждый со своим устройством хранения данных);
- шесть независимых локальных сетей:
  - PON (англ. Plant Operation Network — Сеть управления токамаком и его системами);
  - TCN (англ. Time Communication Network — Сеть передачи времени);
  - SDN (англ. Synchronous Databus Network — Синхронная шина данных);
  - DAN (англ. Data Archive Network — Сеть архивирования данных);
  - CIN (англ. Central Interlock Network — Сеть централизованной блокировки);
  - CSN (англ. Central Safety Network — Сеть централизованной защиты);
- терминалы;
- контроллеры;
- датчики.

Организационно вся система управления делится на следующие подразделения:
- Центральный контроль и автоматизация, мониторинг и обработка данных (Central supervision and automation, monitoring and data handling). В составе этой системы три сервера, соединённых интерфейсом I&C с остальными подразделениями.
- Отображение данных и управление HMI (англ. Human Maсhine Interface). Подразделение включает в себя терминалы и мнемосхемы, системы Центральной блокировки CIS (англ. Central Interlock System) и Центральной защиты CFS (англ. Central Safety System). Обе системы обладают собственными регистраторами параметров.
- Группа управления ITER (англ. ITER Control Group). В составе два сервера:
  - сервер обслуживания и приложений;
  - шлюз доступа к каналам данных.
- Система токамака (англ. Plant system) соединена интерфейсом I&C с остальными подразделениями. Система обеспечивает получение потока данных с токамака и осуществляет непосредственное управление исполнительными механизмами. Система состоит из трёх уровней:
  - Контроллеры. Каждый контроллер соединён шиной со своим интерфейсом. Контроллеры «переводят» цифровые данные с шин интерфейсов на принятый язык протокола I&C.
  - Интерфейсы (в большинстве своем аналого-цифровые преобразователи) преобразуют аналоговые данные с датчиков в цифровые данные. Некоторые интерфейсы преобразуют команды, полученные от контроллеров в команды для исполнительных механизмов.
  - Датчики и исполнительные механизмы.

Протокол I&C (англ. Local Instrumentation and Control) разработан специально для CODAC. В настоящее время разработчиками ITER издан справочник CODAC, который изучается персоналом.

#### Топливная система
Топливом для токамака ITER служит смесь изотопов водорода — дейтерия и трития. Критерий Лоусона для данного типа реакции {\displaystyle n\tau >10^{20}} м−3·с.
В отличие от предшествующих токамаков, ITER конструктивно приспособлен именно под это топливо.
ITER, как и любой токамак, будет работать в импульсном режиме. В начале из вакуумной камеры откачивают весь воздух и содержащиеся в нём примеси. Включается магнитная система. Затем в камеру вводят топливо под низким давлением в газообразном состоянии, с помощью системы впрыска топлива. Затем дейтериево-тритиевая смесь нагревается, ионизируется и превращается в плазму.
Для ввода в плазменный шнур дополнительных количеств топлива используется ледяная пушка. Смесь дейтерия и трития замораживается и превращается в гранулы. Пушка выстреливает эти гранулы в плазменный шнур со скоростью до 1000 м/с. Ледяная пушка служит не только для контроля за плотностью топлива. Эта система предназначена для борьбы с локальными выпучиваниями плазменного шнура. Эти выпучивания называются пограничными локализованными модами (англ. Edge Localized Modes, ELM).
В каждый текущий момент времени в вакуумной камере токамака будет находиться не более 1 г топлива.
Несгоревшее топливо, вместе с продуктом реакции гелием, деионизируется на диверторе и откачивается. Затем гелий отделяется от дейтерия и трития в системе разделения изотопов. Дейтерий и тритий вновь поступают в вакуумную камеру, образуя замкнутую «DT-петлю» в топливном цикле токамака.

#### Вакуумная система
Вакуумная система ИТЭР выполняет задачи откачки продуктов термоядерной реакции и загрязнений из вакуумной камеры, теплоизоляции корректирующих катушек от бланкета и корпуса вакуумной камеры, а также вакуумирования вспомогательных элементов, нуждающихся в этом — линий передач микроволнового излучения, систем инжекции нейтральных атомов и т. п.
К системам и агрегатам вакуумной системы выдвинуты очень жёсткие требования. Они должны длительно и безотказно работать без возможности периодического технического обслуживания.
Вакуумная система должна обеспечить глубокий вакуум в вакуумной камере и внутри криостата, с объёмами, соответственно, 1400 и 8500 м³. Давление внутри вакуумной камеры не должно превышать 10−9 нормального атмосферного давления. Ориентировочное время, за которое вакуумная система способна создать это давление, составляет до 48 часов.
Состав вакуумной системы. В комплект системы входит более четырёхсот вакуумных насосов, в том числе восемь главных криосорбционных насосов вакуумной камеры и криостата. Вакуумные насосы объединяются в цепочки, где каждый последующий получает газ на входе при большем давлении, чем предыдущий.
На первом этапе вакуумирования газ из полостей откачивается механическими, на втором этапе — криогенными насосами. Известно, что механические насосы не могут полностью откачать газ из какой-либо полости — длины свободного пробега молекул становятся сопоставимы с размерами полости. Вещество перестаёт вести себя, «как газ», и начинает вести себя «как вакуум». Поэтому, для дальнейшего удаления остающегося в полости вещества, и применяются криогенные насосы.
По принципу действия криогенный насос очень прост. Он представляет собой сосуд, в который налит жидкий гелий. Внешняя стенка сосуда является «холодной стенкой» криогенного насоса (на ней и расположен адсорбционный «кокосовый» фильтр). Молекулы газа, подлежащие удалению из вакуумируемой полости, соприкасаются с холодной стенкой насоса. При этом они «прилипают» к стенке и поглощаются адсорбционным фильтром. В результате работы криогенного насоса давление в откачиваемой полости становится ниже на несколько порядков, по сравнению с самым эффективным механическим насосом.
«Кокосовый фильтр». Одна из функций вакуумной системы — удаление из зоны «горения» продукта реакции. Получающийся в результате термоядерной реакции гелий должен эффективно выводиться. Если этого не сделать, гелий начинает охлаждать плазму за счёт излучения (и нагревать при этом бланкет). Для адсорбции гелия применён активированный уголь, получающийся из скорлупы кокосовых орехов. Эксперименты показывают, что активированный уголь из скорлупы кокоса — один из самых эффективных поглотителей гелия.

#### Криогенная система
Криогенная система служит для охлаждения проводников магнитной системы токамака до сверхпроводящего состояния, обеспечения работы криогенных вакуумных насосов и поддержки некоторых систем диагностики.
Криогенная система состоит из двух контуров — азотного и гелиевого.
Азотный контур обеспечивает тепловую нагрузку 1300 кВт при температуре кипящего азота (80 К). У азотного контура основными нагрузками являются тепловые экраны криостата и гелиевый контур. Азотный контур отделён от гелиевого теплообменником и служит для отбора тепла у гелиевого теплоносителя.
Гелиевый контур состоит из трех идентичных подсистем. Гелиевый контур рассчитан на тепловую нагрузку 65 кВт. При этом потребляемая электрическая мощность холодильных машин гелиевого контура составит почти 16 МВт. Мощность гелиевого контура выбрана меньше, чем расчетное тепловыделение при горении плазмы. Ни один токамак не способен работать непрерывно — сама физика машины подразумевает череду следующих друг за другом импульсов, или как выражаются термоядерщики, «выстрелов». Гелиевый контур будет успевать восстанавливать температуру к началу следующего выстрела.
Криогенная система должна функционировать в условиях значительного тепловыделения (от «горячей стенки» токамака), сильных магнитных полей, глубокого вакуума и мощных нейтронных потоков. Запас гелия (25 т) хранится в жидком виде (при 4 К) и газообразном (при 80 К) в гелиевых танках. Для охлаждения сверхпроводящих магнитов и питания крионасосов в состав системы входит множество криопереключателей, направляющих потоки гелия. Потребители гелия соединены с криопереключателями и холодильниками системой криолиний, общая длина которых в ITER составляет 3 км. Всего криосистема содержит в своей спецификации 4500 элементов.

#### Электропитание
ITER не будет производить электроэнергию. Вся тепловая энергия, полученная в токамаке, будет рассеиваться в окружающую среду. Однако «аппетит» к электропитанию у этой организации довольно значителен.
Постоянное потребление энергии системами токамака составит примерно 110 МВт. Примерно 80 % постоянной мощности будет потребляться криогенной системой и системой водяного охлаждения.
Такие системы, как инжектор нейтральных атомов, высокочастотные подогреватели ионов и электронов, а также центральный соленоид будут работать в импульсном режиме, обуславливая повышенное энергопотребление в момент зажигания плазмы. Во время зажигания плазмы возникает пик потребления до 620 МВт, на период около 30 секунд.
ITER подключается к французской промышленной сети напряжением 400 кВ. Для этого потребуется ЛЭП длиной около километра. Для внутренних нужд это напряжение будет понижено до двух значений: 22 и 66 кВ.
Внутренних сетей электропитания две.
Первая, SSEN (англ. steady state electrical network), — электрическая сеть постоянной мощности. Она будет питать все потребители, не требующие пиковых «бросков» мощности. В её составе четыре трансформатора, весом каждый 90 т.
Вторая, PPEN (англ. pulsed power electrical network), — электрическая сеть переменной мощности. Эта система будет питать те потребители, которые требуют огромной мощности в момент зажигания плазмы. Эти потребители — центральный соленоид, системы нагрева плазмы и система контроля и управления. Сеть PPEN питают три трансформатора, каждый весом 240 т.
В качестве резервной системы электропитания будут установлены два дизель-генератора.

#### Водяная система охлаждения
Система охлаждения предназначена, прежде всего, для отвода избытка тепла от стенок бланкета и дивертора. По расчётам, токамак будет производить около 500 МВт тепла в среднем за один цикл, с пиком более 1100 МВт в момент зажигания термоядерной реакции. Поэтому стенки бланкета будут нагреваться до температуры около 240 °С, а вольфрамовый дивертор — до 2000 °С.
Кроме того, будут охлаждаться элементы некоторых вспомогательных систем, таких, как радиочастотный нагреватель, криогенная система, коммутаторы системы питания и др.
Водяная система охлаждения состоит из трёх контуров:
- Первый контур (замкнутый) — теплоноситель поступает в водяные полости бланкета и дивертора. Оттуда он направляется в первый теплообменник, установленный в Здании токамака.
- Второй контур (замкнутый) — теплоноситель циркулирует между первым теплообменником и вторым, установленным «на улице», между Зданием токамака и градирней.
- Третий контур (разомкнутый) — теплоноситель циркулирует между вторым теплообменником и градирней, где охлаждается, падая в виде капель с большой высоты. Затем вода собирается в водяном бассейне, под градирней, объёмом 20 000 м³. Бассейн градирни — проточный.

Вода в бассейн градирни поступает с расходом 33 м³/с по 5-километровому водопроводу диаметром 1,6 м из канала де Прованс. Избыток воды из этого бассейна поступает в четыре контрольных бассейна (каждый объёмом 3000 м³). Вода в этих бассейнах будет контролироваться на уровень pH, отсутствие углеводородов, хлоридов, сульфатов и трития, а также на избыточную температуру (не более 30 °С). Только та вода, которая отвечает всем критериям, установленным местными органами власти, будет сливаться в реку Дюранс.

#### Хранилище «горячих» отходов
Хотя продукт термоядерной реакции гелий не радиоактивен, тем не менее, быстрые нейтроны с течением времени «активируют» материалы, из которых сделаны бланкет и дивертор. Кроме того, на мишенях дивертора будет оседать загрязнённая тритием радиоактивная пыль из вольфрама и бериллия, возникающая из испарившихся с горячей стенки токамака материалов.
Хранилище горячих отходов (англ. Hot Cell Facility) необходимо, чтобы предоставить необходимые условия для ремонта и восстановления, отбраковки, разделки, сортировки и упаковки компонентов, которые активизируются под воздействием нейтронов. Эти операции планируется осуществлять с помощью дистанционных методов.
Кроме того, в хранилище будет зона (герметично закрываемая камера) для извлечения из отходов дорогостоящего трития.
После упаковки активные материалы планируется некоторое время выдерживать в хранилище, а затем они будут передаваться французским службам радиационной безопасности, где подвергнутся дальнейшей утилизации.

#### Дистанционный манипулятор
Эта система позволяет обслуживать, диагностировать и заменять в случае необходимости кассеты бланкета и дивертора. Доступ к внутренней полости вакуумной камеры (после запуска) станет весьма проблематичным — по причине наведённой радиоактивности.
После демонтажа заменяемая кассета помещается в специальную транспортную ёмкость. Эта ёмкость извлекается из токамака через шлюзовую камеру. Затем тара вместе с содержимым попадает в хранилище «горячих» отходов (англ. Hot Cell Facility). Здесь кассета разбирается, ремонтируется и вновь может быть использована по назначению.
От производительности и надёжности дистанционного манипулятора зависит время простоя токамака. Предельная грузоподъёмность манипулятора 50 т.

#### Система «размножения» трития
В токамаке ITER в качестве топлива будут использоваться два изотопа водорода: дейтерий и тритий.
С получением дейтерия на Земле проблем нет. Его относительная концентрация по отношению к водороду в морской воде составляет (1,55÷1,56)·10−4.
Но с тритием ситуация иная. Период его полураспада чуть больше 12 лет, поэтому в свободном виде этого изотопа на нашей планете чрезвычайно мало (небольшое количество трития образуется в верхних слоях атмосферы Земли под действием солнечного ветра и космических лучей). В промышленных количествах тритий получают искусственно на энергетических атомных реакторах деления, в реакции взаимодействия лития-6 (атомная концентрация лития-6 в природном литии около 7,5 %) с образующимися при делении ядер урана нейтронами по реакции:
{\displaystyle {}_{0}^{1}{\mbox{n}}+{}_{3}^{6}{\mbox{Li}}\rightarrow {}_{2}^{4}{\mbox{He}}+{}_{1}^{3}{\mbox{H}}}
В сентябре 2014 года мировой запас трития составил около 20 кг, а потребление — около 7 кг/год.
Ожидается, что количество трития, получаемого из взаимодействия лития с потоком нейтронов, образующимся в плазме токамака ITER, превысит количество расходуемого в термоядерной реакции трития.
ITER не планирует производство трития для собственного потребления. Организация будет закупать для работы реактора топливо в течение всех 20 лет его функционирования. Однако, для следующего токамака, DEMO, проблема воспроизводства топлива будет весьма актуальной. Поэтому на ITER будут производиться эксперименты с получением трития.
Для этих экспериментов часть кассет бланкета будет модифицирована. Эти кассеты называют «Test Blanket Modules» (TBM). В эти кассеты будут помещены соединения лития. Выделяющийся в результате реакции тритий будет откачиваться в транспортную ёмкость через трубы, для которых в вакуумной камере, оболочке криостата и биозащите предусмотрены специальные порты.
Разработчики не смогли однозначно выбрать какую-либо систему извлечения трития. Поэтому на ITER этих систем будет шесть. Все системы конструктивно расположены в здании Трития.

## Технические данные
ITER относится к термоядерным реакторам типа «токамак». В токамаках возможно осуществить несколько типов реакций слияния. Тип реакции зависит от вида применяемого топлива.
Токамак ITER с самого начала проектировался под DT-топливо.
Два ядра: дейтерия и трития сливаются, с образованием ядра гелия (альфа-частица) и высокоэнергетического нейтрона.
{\displaystyle {}_{1}^{2}{\mbox{H}}+{}_{1}^{3}{\mbox{H}}\rightarrow {}_{2}^{4}{\mbox{He}}+{}_{0}^{1}{\mbox{n}}+17.6{\mbox{ MeV}}}

### Проектные характеристики[44][45]
| Общий радиус конструкции                      | 10,7 м   |
| Высота                                        | 30 м     |
| Большой радиус вакуумной камеры               | 6,2 м    |
| Малый радиус вакуумной камеры                 | 2,0 м    |
| Объём плазмы                                  | 837 м³   |
| Магнитное поле                                | 5,3 Тл   |
| Максимальная сила тока в плазменном шнуре     | 15 МА    |
| Мощность внешнего нагрева плазмы              | 73 МВт   |
| Средняя термоядерная мощность за один импульс | 500 МВт  |
| Пиковая термоядерная мощность в импульсе      | 1100 МВт |
| Коэффициент усиления мощности                 | 10       |
| Средняя температура                           | 100 МК   |
| Продолжительность импульса                    | > 400 c  |

## Финансирование
Стоимость проекта первоначально оценивалась в 12 млрд $. Доли участников распределятся следующим образом:
- Китай, Индия, Республика Корея, Россия, США — каждая по 1/11 суммы;
- Япония — 2/11;
- Европейский союз в целом — 4/11.

В июле 2010 года из-за изменения проекта и удорожания материалов стоимость строительства реактора ITER была скорректирована и увеличилась до 15 млрд евро. Таким образом, доля ЕС в проекте должна быть увеличена с 4,36 млрд евро до 5,45 млрд.
В ноябре 2015 года срок окончания постройки ITER сдвинули еще на 6 лет (от ранее запланированного 2019) — к 2025 году, а предполагаемая сумма расходов выросла до 19 млрд евро.
Российская сторона за период 2013—2015 гг. вложит в проект 14,4 млрд рублей (около 500 млн долл.): 5,6 миллиарда рублей в 2013 году, 4,8 млрд — в 2014 году и 3,99 млрд — в 2015 году.
Финансирование стран происходит не перечислением денег, а путём поставок высокотехнологичного оборудования, производство которого поддерживается и развивается каждой страной (например, Россия поставляет сверхпроводящие магниты, устройства нагрева плазмы, бланкеты и другое высокотехнологическое оборудование).

## Руководители проекта
- 2005—2010: Канамэ Икэда[49][50][51]
- 2010-2015: Осаму Мотодзима[52][53]
- 2015-2022: Бернар Биго[54][55]
- 2022: Эйсуке Тада[56]
- 2022-н. в.: Пьетро Барабаски[57]

## Интересные факты
- По словам чешского политика и активиста из «Гринпис» и чешской партии зелёных Яна Беранека, 1 кг трития стоил в 2010 году порядка 30 млн $[58], для запуска ITER потребуется как минимум около 3 кг трития, для запуска электростанции DEMO понадобится 4—10 кг[59]. Гипотетический тритиевый реактор потреблял бы 56 кг трития на производство 1 ГВт·год электроэнергии, тогда как мировые запасы трития на 2003 год составляли 18 кг[59]. Мировая коммерческая потребность на 1995 год составляла ежегодно около 400 г, и ещё порядка 2 кг требовалось для поддержания ядерного арсенала США[60] (7 кг для мировых военных потребителей). Около 4 кг трития в год образуется на АЭС, но не извлекается[61].
- Для стабильной долговременной работы в условиях интенсивного потока нейтронов и высоких температур разработан специальный вид стали[62]. В американском сортаменте эта сталь носит марку 316LN, в российском — 03Х16Н15М3 по ГОСТ 5632-72[63].
- Одной из теоретических концепций, проверка которой предполагается на ITER, является то, что трития, образуемого в реакции деления ядер лития (реакция {\displaystyle {}_{0}^{1}{\mbox{n}}+{}_{3}^{6}{\mbox{Li}}\rightarrow {}_{2}^{4}{\mbox{He}}+{}_{1}^{3}{\mbox{H}}}) будет достаточно чтобы обеспечивать потребности самой установки, либо даже превысит эти потребности, что теоретически позволило бы обеспечивать тритием и новые установки. Литий, используемый для реакции, помещается в модифицированную кассету бланкета TBM (Test Blanket Module) токамака[64].